# Riemannova funkcija zeta
Riemannova funkcija zeta ali Euler-Riemannova funkcija zeta (običajna označba {\displaystyle \zeta (s)}) je v matematiki in še posebej v analitični teoriji števil specialna funkcija, definirana za vsako kompleksno število s z realnim delom > 1 z neskončno vrsto kot:
{\displaystyle \zeta (s)=\sum _{n=1}^{\infty }{\frac {1}{n^{s}}}\!\,.}
V območju {\displaystyle {s:\Re (s)>1}\,}, ta Dirichletova vrsta konvergira in definira holomorfno funkcijo. (V tem izrazu {\displaystyle \Re \,} pomeni realni del kompleksnega števila.) Bernhard Riemann je ugotovil, da se lahko funkcijo ζ razširi s pomočjo analitičnega nadaljevanja na en sam način v holomorfno funkcijo {\displaystyle \zeta (s)\,}, definirano za vsa kompleksna števila s, za katera velja s ≠ 1. Pokazal je naprej kako se razširi funkcija {\displaystyle \zeta (s)\,} na vse kompleksne vrednosti s, različne od 1. Tako definirana funkcija postane meromorfna funkcija kompleksne spremenljivke s, ki je holomorfna na območju s ≠ 1 kompleksne ravnine in ima enostavni pol v s = 1:
{\displaystyle \zeta (s)={\begin{cases}\displaystyle \sum _{n=1}^{\infty }{\frac {1}{n^{s}}}={\frac {1}{1-2^{-s}}}\sum _{n=1}^{\infty }{\frac {1}{(2n-1)^{s}}};&\Re (s)>1\\\displaystyle {\frac {\eta (s)}{1-2^{1-s}}};&\Re (s)>0,s\neq 1\!\,,\end{cases}}}
kjer je {\displaystyle \eta (s)\,} Dirichletova funkcija η, definirana kot alternirajoča vrsta:
{\displaystyle \eta (s)=\sum _{n=1}^{\infty }{\frac {(-1)^{n-1}}{n^{s}}}\!\,.}
Tako dobljena funkcija je predmet Riemannove domneve. Kompleksna spremenljivka s je velikokrat napisana v obliki {\displaystyle s=\sigma +it}, kjer je {\displaystyle \sigma =\Re (s)\,} realni del s in {\displaystyle t=\Im (s)} imaginarni del s. Riemann je podal funkcijsko enačbo za funkcijo ζ, ki povezuje vrednosti v s in 1 - s.
Vrednosti Riemannove funkcije ζ za soda pozitivna cela števila je izračunal Euler. Vrednost ζ(2) je rešitev baselskega problema. Leta 1979 je Apéry dokazal iracionalnost vrednosti ζ(3). Vrednosti v negativnih celoštevilskih točkah, ki jih je tudi našel Euler, so racionalne in so pomembne v teoriji modularnih form. Znanih je več posplošitev Riemannove funkcije ζ, kot na primer Dirichletove vrste, Dirichletove L-funkcije (Dirichletova funkcija β, Dirichletova funkcija η, Dirichletova funkcija λ), Hurwitzeva funkcija ζ in L-funkcije.

## Eulerjev produkt za Riemannovo funkcijo ζ
Že Leonhard Euler je opazil povezavo med to funkcijo in praštevili:
{\displaystyle {\begin{aligned}\zeta (s)&=\prod _{p\in \mathbb {P} }{\frac {1}{1-{\frac {1}{p^{s}}}}}=\prod _{p\in \mathbb {P} }{\frac {1}{1-p^{-s}}}\\&=\left(1+{\frac {1}{2^{s}}}+{\frac {1}{2^{2s}}}+\cdots \right)\left(1+{\frac {1}{3^{s}}}+{\frac {1}{3^{2s}}}+\cdots \right)\cdots \left(1+{\frac {1}{p^{s}}}+{\frac {1}{p^{2s}}}+\cdots \right)\cdots \!\,,\end{aligned}}}
kjer neskončni produkt teče po vseh praštevilih p. To je posledica enačbe za geometrijska zaporedja in osnovnega izreka aritmetike. Ker harmonična vrsta pri vrednostih s = 1 divergira, iz Eulerjeve formule izhaja, da je praštevil neskončno mnogo.
S pomočjo Eulerjevega produkta za celoštevilski s se rahko izračuna verjetnost, da bosta naključno izbrani celi števili tuji. Izkaže se, da je verjetnost res enaka {\displaystyle 1/\zeta (s)\,}.

## Značilnosti
O Riemannovi funkciji ζ na kritični premici govori članek o funkciji Z. O vsotah, ki so povezane z Riemannovo funkcijo ζ za celoštevilske vrednosti, govori članek o racionalni vrsti ζ.
Riemannova funkcija {\displaystyle \zeta \,} je povezana z Dirichletovo funkcijo η in Dirichletovo funkcijo λ kot:
{\displaystyle {\frac {\zeta (s)}{2^{s}}}={\frac {\eta (s)}{2^{s}-2}}={\frac {\lambda (s)}{2^{s}-1}}\!\,}
in:
{\displaystyle \zeta (s)=2\lambda (s)-\eta (s)\!\,.}

### Posebne vrednosti Riemannove funkcije ζ
Sledijo najpogosteje rabljene vrednosti Riemannove funkcije ζ.
{\displaystyle \zeta (-3)=-{\frac {1}{7}}\lambda (-3)={\frac {1}{120}}=0,008{\overline {3}}\!\,,} tu je {\displaystyle \lambda (s)\,} Dirichletova funkcija λ; pri računanju energije pri Casimirjevem pojavu v fiziki
{\displaystyle \zeta (-1)=-\lambda (-1)=-{\frac {1}{12}}=-0,08{\overline {3}}\!\,.}
{\displaystyle \zeta (0)=-{\frac {1}{2}}=-0,5\!\,;} vrsta 1 + 1 + 1 + 1 + · · ·.
{\displaystyle \zeta (1/2)=-1,4603545088095868\ldots \!\,,} (OEIS A059750).
{\displaystyle \zeta (1)=1+{\frac {1}{2}}+{\frac {1}{3}}+\cdots =\infty \!\,;} harmonična vrsta.
{\displaystyle \zeta (3/2)=2,6123753486854883\ldots \!\,,} (OEIS A078434); pri računanju kritične temperature za Bose-Einsteinov kondenzat v fiziki.
{\displaystyle \zeta (2)=1+{\frac {1}{2^{2}}}+{\frac {1}{3^{2}}}+\cdots =B_{2}\pi ^{2}={\frac {\pi ^{2}}{6}}\approx 1,645\!\,,} (OEIS A013661); baselski problem. Obratna vrednost te vsote je verjetnost, da sta dve naključno izbrani števili tuji.
{\displaystyle \zeta (5/2)\approx 1,341\!\,,}
{\displaystyle \zeta (3)=1+{\frac {1}{2^{3}}}+{\frac {1}{3^{3}}}+\cdots \approx 1,202\!\,,} (OEIS A002117); Apéryjeva konstanta. Dvorazsežni Debyejev model in dvorazsežni Stefan-Boltzmannov zakon.
{\displaystyle \zeta (7/2)\approx 1,127\!\,,}
{\displaystyle \zeta (4)=1+{\frac {1}{2^{4}}}+{\frac {1}{3^{4}}}+\cdots ={\frac {|B_{4}|}{3}}\pi ^{4}={\frac {\pi ^{4}}{90}}\approx 1,0823\!\,,} (OEIS A0013662); Stefan-Boltzmannov zakon in Wienov približek v fiziki, kjer je {\displaystyle B_{4}} Bernoullijevo število.
Euler je lahko izračunal ζ(2n) za soda cela števila 2n s pomočjo enačbe:
{\displaystyle \zeta (2n)={\frac {B_{2n}(2\pi )^{2n}}{2(2n)!}}\!\,,}
kjer so B2n Bernoullijeva števila. Iz tega se vidi, da velja ζ(2) = π2/6, ζ(4) = π4/90, ζ(6) = π6/945 itd. To daje dobro znane neskončne vsote za π. Za liha cela števila to ni tako preprosto. Ramanudžan je v zvezi s tem opravil nekaj velikega dela.

### Funkcijska enačba
Riemannova funkcija ζ zadošča naslednji funkcijski enačbi:
{\displaystyle \zeta (s)=2^{s}\pi ^{s-1}\sin \left({\frac {\pi s}{2}}\right)\Gamma (1-s)\zeta (1-s)\!\,,}
veljavni za vse s v {\displaystyle \mathbb {C} -\{0,1\}}. Tu Γ pomeni funkcija gama. Enačbo je treba tolmačiti analitično, če imajo kateri faktorji ničlo ali pol. Če je na primer s enako 2, ima desna stran enostavno ničlo v faktorju pri sinusu in enostavni pol v faktorju pri funkciji gama. Oba skupaj dasta neničelno končno vrednost. Podobno je pri s enako 0, kjer ima desna stran enostavno ničlo v faktorju pri sinusu in enostavni pol v faktorju pri funkciji ζ, ter skupaj data neničelno končno vrednost. Če je s enako 1, ima desna stran enostavni pol v faktorju pri funkciji gama, ki se ne poniči z nobenim drugim faktorjem, in je v skladu s funkcijo ζ na levi strani, ki ima enostavni pol pri 1. Enačbo je dokazal Riemann v svojem znamenitem edinem članku s področja teorije števil leta 1859 in se tako ali tako uporablja za konstrukcijo analitičnega nadaljevanja. Podobno zvezo je leta 1749 podal Euler za funkcijo:
{\displaystyle \sum _{n=1}^{\infty }{\frac {(-1)^{n+1}}{n^{s}}}=\zeta (s)-{\frac {2}{2^{s}}}\zeta (s)\!\,.}
Po Weilu je Riemann najbrž dobro poznal Eulerjevo delo na tem področju. Pri s = 1 ima funkcija ζ enostavni pol z ostankom 1. Enačba kaže tudi, da ima Riemannova funkcija ζ trivialne ničle pri -2, -4, -6, -8, -10, ... .
Za Riemannovo funkcijo ζ velja tudi simetrična funkcijska enačba:
{\displaystyle \Xi (s)=\Xi (1-s)\!\,,}
kjer je:
{\displaystyle \Xi (s)=\pi ^{-s/2}\Gamma \left({\frac {s}{2}}\right)\zeta (2)\!\,.}
Riemann je definiral podobno funkcijo, ki jo je imenoval {\displaystyle \xi (t)\,}. Funkcijska enačba da tudi asimptotično limito:
{\displaystyle \zeta \left({1-s}\right)=\left({\frac {s}{2\pi e}}\right)^{s}{\sqrt {\frac {8\pi }{s}}}\cos \left({\frac {\pi s}{2}}\right)\left({1+O\left({\frac {1}{s}}\right)}\right)\!\,.}
(Gergő Nemes, 2007)

### Ničle Riemannove funkcije ζ
Funkcija ζ ima ničle pri negativnih sodih celih številih in te se imenujejo trivialne ničle. Trivialne so v smislu, da je njihov obstoj relativno enostavno dokazati, na primer iz {\displaystyle \sin((\pi s)/s)=0} v funkcijski enačbi. Te ničle se imenujejo tudi realne ničle, saj drugih realnih ničel ni. 
Netrivialne ničle so vzbudile veliko večjo pozornost, ker ne le, da se ne pozna dovolj njihove porazdelitve, ampak se njihovo raziskovanje tiče praštevil in sorodnih objektov v teoriji števil. Ničle funkcije ζ(s) so pomembne, ker se lahko uporabi določene krivuljne integrale, ki vključujejo funkcijo ln(1/ζ(s)), za aproksimacijo funkcije za štetje praštevil π(x) (glej praštevilski izrek). Te krivuljne integrale se izračuna s pomočjo izreka o ostankih, torej se potrebuje vedenje o singularnostih integranda. 
Znano je, da vsaka netrivialna ničla leži na odprtem traku {\displaystyle \{s\in \mathbb {C} :0<\Re (s)<1\}\,}, ki se imenuje kritični trak. Riemannova domneva, ki je ena od najbolj znanih nerešenih problemov v matematiki, pravi, da ima vsaka netrivialna ničla realni del {\displaystyle \Re (s)=1/2}. V teoriji Riemannove funkcije ζ se množica {\displaystyle \{s\in \mathbb {C} :\Re (s)=1/2\}\,} imenuje kritična premica. Netrivialne ničle se včasih imenujejo tudi kompleksne ničle.
Lega ničel Riemannove funkcije ζ je izrednega pomena v teoriji števil. Iz dejstva, da netrivialne ničle ležijo na kritičnem traku, je moč izpeljati praštevilski izrek. Boljši rezultat je, da je ζ(σ+it) ≠ 0 pri |t| ≥ 3 in:
{\displaystyle \sigma \geq 1-{\frac {1}{57,54(\log {|t|})^{2/3}(\log {\log {|t|}})^{1/3}}}\!\,.}
Najmočnejši rezultat te vrste je resničnost Riemannove domneve. Imel bi daljnosežne posledice v teoriji števil.
Hardy in Littlewood sta leta 1921 dokazala, da obstaja neskončno mnogo ničel na kritični premici. Littlewood je pokazal, da, če zaporedje (γn) vsebuje imaginarne dele vseh ničel v zgornji polravnini v naraščajočem redu, potem velja:
{\displaystyle \lim _{n\rightarrow \infty }\gamma _{n+1}-\gamma _{n}=0\!\,.}
Izrek o kritični premici pravi, da pozitivni delež netrivialnih ničel leži na kritični premici. Izrek je za majhen pozitivni delež dokazal Selberg leta 1942. Levinson je leta 1974 dokazal, da več kot 1/3 netrivialnih ničel leži na kritični premici, leta 1989 pa je Conrey izboljšal vrednost na več kot 2/5. Po Riemannovi domnevi je delež enak 1.
Na kritičnem traku je ničla z najmanjšim nenegativnim imaginarnim delom enaka {\displaystyle \rho _{1}=1/2+i14,13472514...\,} Iz funkcijske enačbe se neposredno vidi, da so netrivialne ničle simetrične glede na os {\displaystyle \Re (s)=1/2\,}. Dejstvo, da je ζ(s) = ζ(s*)* za vsak kompleksni s ≠ 1 (kjer * označuje konjugirano kompleksno število), pomeni, da so ničle Riemannove funkcije ζ simetrične glede na realno os.
Statistika ničel Riemannove funkcije ζ zelo zanima matematike zaradi povezave s pomembnimi problemi kot so Riemannova domneva, porazdelitev praštevil itd. Področje raziskovanja je še širše zaradi povezave s teorijo naključnih matrik in kvantnega kaosa. Raziskovali so fraktalno zgradbo ničel. Samopodobnost porazdelitev ničel vzbuja pozornost, značilna zanjo pa je tudi velika fraktalna razsežnost 1,9.

### Obrat in rodovne funkcije
Obrat funkcije ζ se lahko izrazi s pomočjo Möbiusove funkcije μ(n) kot sledi:
{\displaystyle {\frac {1}{\zeta (s)}}=\sum _{n=1}^{\infty }{\frac {\mu (n)}{n^{s}}}\!\,,}
za vsako kompleksno število s z realnim delom > 1. To se lahko skupaj z zgornjim izrazom za ζ(2) uporabi za dokaz, da je verjetnost, da sta si dve naključno izbrani celi števili tuji enaka 6/π2. Na podoben način Riemannova funkcija ζ generira veliko aritmetičnih funkcij. Na primer z Mertensovo funkcijo:
{\displaystyle {\frac {1}{\zeta (s)}}=s\int _{1}^{\infty }{\frac {M(x)}{x^{s+1}}}\mathrm {d} x\!\,.}
Riemannova funkcija {\displaystyle \zeta \,} je določena tudi z Dirichletovo vrsto, kjer je {\displaystyle \zeta (s)\,} prototip, ki generira konstantno aritmetično funkcijo {\displaystyle f(n)=1\,} za vse n:
{\displaystyle \zeta (s)=\sum _{n=1}^{\infty }f(n){\frac {1}{n^{s}}}\!\,.}
Kvadrat Euler-Riemannove funkcije {\displaystyle \zeta (s)\,} generira funkcijo števila deliteljev {\displaystyle \tau (n)\,}:
{\displaystyle \zeta (s)^{2}=\sum _{n=1}^{\infty }{\frac {\tau (n)}{n^{s}}}\!\,.}
Čeprav matematiki mislijo, da je Riemannova funkcija ζ pomembna predvsem za »najčistejšo« matematično disciplino, teorijo števil, se pojavlja tudi v uporabni statistiki (glej Zipfov zakon in Zipf-Mandelbrotova porazdelitev), fiziki, in matematični teoriji uglaševanja glasbil.